# Thomas Schönfeld
Thomas Schönfeld (* 27. Juni 1923 in Wien; † 22. Mai 2008 ebenda) war ein österreichischer Chemiker. Er war ordentlicher Universitätsprofessor für Radiochemie an der Universität Wien. Er war Mitglied der KPÖ und in der Pugwash-Friedensbewegung aktiv.

## Leben
Thomas Schönfeld, der aus einer jüdischen Familie kam, musste 1938 nach dem Anschluss und folgender Nazi-Herrschaft als rassisch Verfolgter, Österreich verlassen. Gemeinsam mit seiner Familie ging er ins Exil nach Großbritannien. Ein Jahr später reiste er weiter in die USA. Sein im US-Exil begonnenes Studium der Chemie setzte er 1947 an der Universität Wien fort. Nach der Promotion 1950 und der Habilitation 1963 wurde er 1972 zum ordentlichen Universitätsprofessor an die Universität Wien berufen. Neben zahlreichen wissenschaftlichen Arbeiten, die zum Teil in mehrere Sprachen übersetzt wurden, war er auch auf dem Gebiet des Strahlenschutzes tätig, so war er Berater des Forschungszentrum Seibersdorf und auch langjähriges Mitglied der Österreichischen Strahlenschutzkommission.
Mit seinem akademischen Lehrer und Kollegen Engelbert Broda verfasste er nicht nur gemeinsame wissenschaftliche Publikationen, die beiden verband auch das gemeinsame Engagement in der Pugwash-Bewegung. Schönfeld setzte sich als Aktivist der Friedensbewegung für atomare Abrüstung sowie für die internationale Ächtung und das Verbot von Atomwaffen ein. Thomas Schönfeld war zudem Vorsitzender des internationalen NGO Committee on Peace.
Thomas Schönfeld war Mitglied des Kollegiums und Proponentenkreises der KPÖ-internen Streitschrift Neue Politik. Schönfeld wirkte in der Neuen Politik auch als Autor einiger Artikel. Schönfeld veröffentlichte zahlreiche wissenschaftliche Artikel in verschiedenen Zeitschriften. Er war Mit-Herausgeber der Zeitschrift Fortschrittliche Wissenschaft, die zwischen 1976 und 1991 in periodischer Folge in Wien erschien. Auch publizierte er zahlreiche politische Artikel in der Monatszeitschrift Weg und Ziel, dem theoretischen Organ der KPÖ.
Schönfeld war Mitglied des Vorstands der Alfred Klahr Gesellschaft, einem der KPÖ nahestehenden österreichischen Verein zur Erforschung der Geschichte der Arbeiterbewegung (ZVR-Zahl 783846542).
Im Jahr 2004 brachte Schönfeld eine Petition mit der Forderung nach einer Volksabstimmung über die Ratifizierung des EU-Verfassungsvertrags im Parlament ein, die jedoch abgewiesen wurde.
Thomas Schönfeld war verheiratet mit Mia Schönfeld geborene Förster (1922–2012) und hatte einen Sohn und eine Tochter. Er wohnte in Wien-Wieden. Er starb nach langer und schwerer Krankheit am 22. Mai 2008 in einem Hospiz in Wien.

## Auszeichnungen
Für seine wissenschaftlichen Leistungen erhielt Thomas Schönfeld 1959 den Wissenschaftspreis des Theodor-Körner-Fonds. Für sein wissenschaftliches Lebenswerk erhielt er 1997 den Erwin Schrödinger-Preis der Österreichischen Akademie der Wissenschaften.